# Het Wapen van Riga

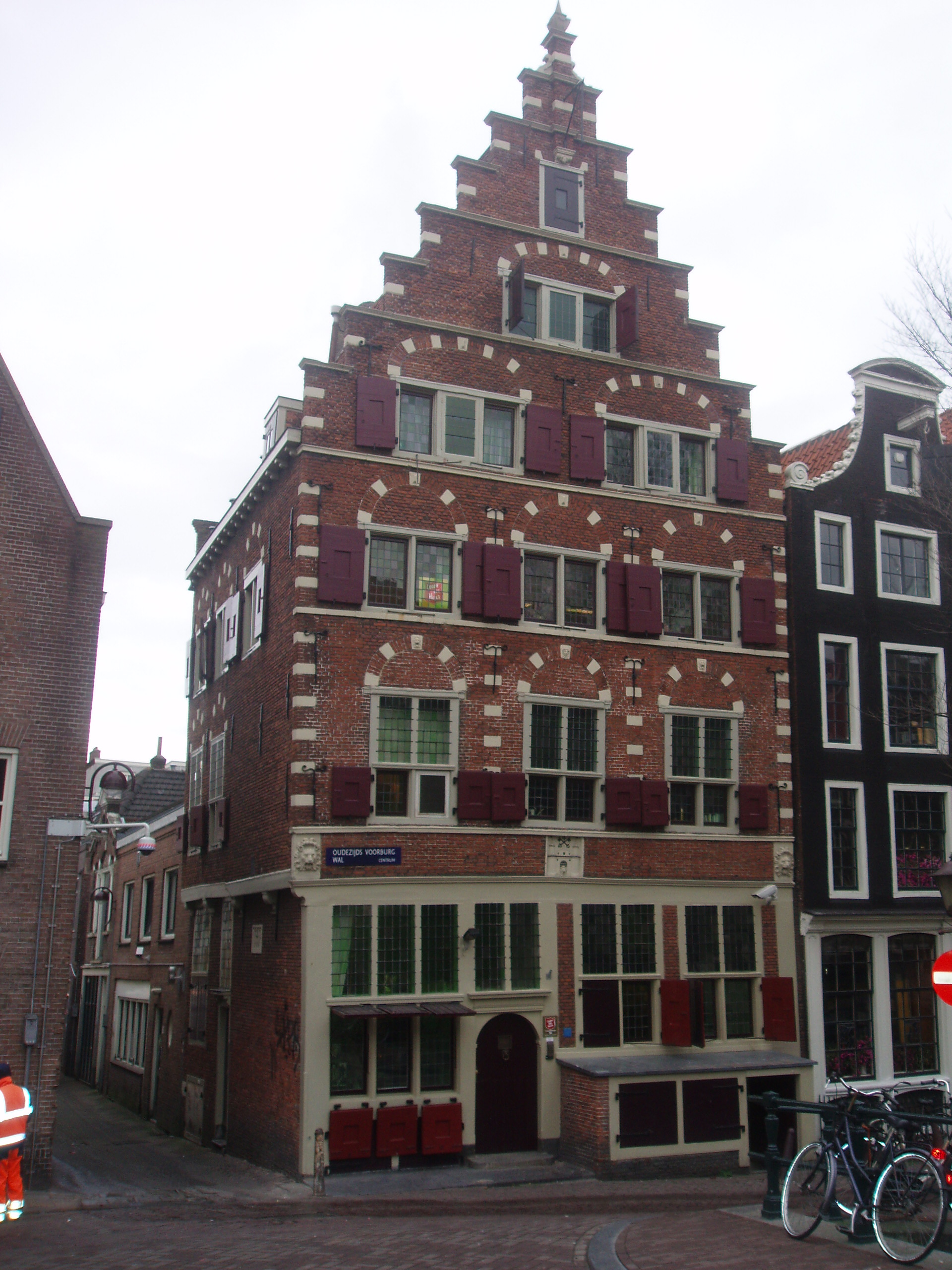
Het Wapen van Riga

Het Wapen van Riga is een pand in Amsterdam, gelegen aan de Oudezijds Voorburgwal 14.
Dit huis heeft een trapgevel. Dit soort huizen werden gebouwd tussen ongeveer 1600 en 1665. De eerste trapgevels hadden een stijl die nog niet typisch Amsterdam was, de Hollandse renaissance, een stijl die ook veel voorkomt in bijvoorbeeld Haarlem.
Het Wapen van Riga is gebouwd in 1605 in opdracht van een koopman uit Riga, een immigrant. Daarom zit er ook een gevelsteen in de muur waarop twee gekruiste sleutels staan, dit is het stadswapen van Riga. Het lijkt erg op het stadswapen van Leiden. Het huis heeft verschillende namen: De Burcht van Leiden, De Leeuwenburg en de meest gebruikte (en meest correcte) Het Wapen van Riga.
Dit huis is een versteend houten huis. Het heeft een houtskelet en een houten onderpui. De stenen muren hangen in de ankers van het houtskelet. De voorgevel helt naar voren, een bouwkundige term hiervoor is dat hij op vlucht staat. De zijgevel is uitgebouwd op een uitstekende balkenlaag.
Het huidige pand is een reconstructie. Het zeer bouwvallige pand werd in 1942 opgekocht door de Vereniging Hendrick de Keyser.